# Черчилль, Рэндольф Генри Спенсер
Рэндольф Генри Спенсер (13 февраля 1849[…], Бленхеймский дворец — 24 января 1895[…], Лондон) — английский политический деятель, отец Уинстона Черчилля. Будучи третьим сыном Джона Спенсера-Черчилля, 7-го герцога Мальборо, известен под титулом учтивости лорд Рэндольф Черчилль.

## Биография
В 1871 году, он и его старший брат, Джордж, были посвящены в масонство.
Учился в Оксфорде, женился на дочери американского финансиста Дженни Джером. В 1874 году избран в палату общин и занял место в рядах консервативной партии. Сначала он выступал с речами довольно редко, но каждая из них привлекала общее внимание и наполняла залу. Отстаивая консервативные принципы, он не стеснялся нападать на консервативных министров, обвиняя их в заискивании перед либералами, в отсутствии твердых принципов, в пренебрежении к интересам народа, в бездарности, причем дозволял себе выражения, вообще не допускаемые в английском парламенте; ещё менее стеснялся он на народных митингах. В своих речах, бурных и патетических, богатых цитатами из Шекспира и Корнеля, всегда почти грубых, иногда саркастических, он обнаружил недюжинный ораторский талант.

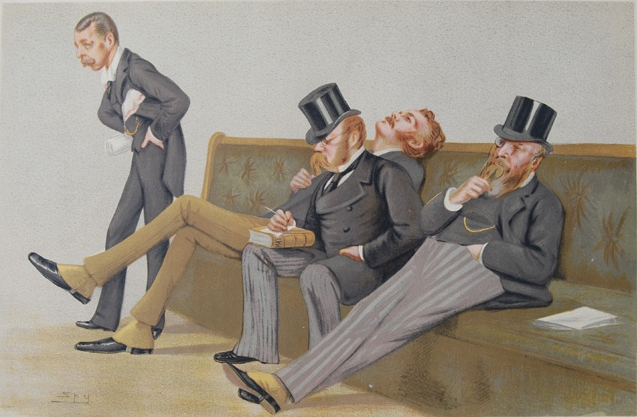
«Четвёртая партия», шарж из Vanity Fair, 1.12.1880, (Черчилль первый слева)

Переизбранный в 1880 году, он образовал в новой палате особую, так называемую четвёртую партию, к которой, кроме его самого, принадлежали только Дж. Э. Горст, сэр Драммонд Вольф и А. Дж. Бальфур. Эта партия, ультраконсервативная в вопросах иностранной политики и церковных, а также в защите привилегий лордов, была демократической по требованию всеобщего голосования для выборов в палату общин и по некоторым, вообще довольно скромным социальным реформам (устройства жилищ для рабочих при пособии государства и т. п.). Сама она называла себя партией «консервативных демократов».
В 1880 году Черчилль явился главным борцом оппозиции против отстаиваемой правительством Гладстона отмены присяги для членов палаты общин (по поводу Брэдло), настаивая на том, что только верующий в Бога может быть хорошим гражданином. Он высказался даже против предложенной либералами и поддержанной консерваторами передачи вопроса в комиссию, так как находил вопрос совершенно ясным, но остался в меньшинстве: присяга была отменена для всех, кто заявит, что она противоречит его убеждениям. В палате 1880—85 годов Черчилль так же, как и два другие члена его партии, принадлежали к числу наиболее часто выступавших ораторов. Особенно охотно Черчилль мишенью своих нападок делал Гладстона, которого он вне палаты называл «сумасшедшим лунатиком» или «Молохом Мидлотиана».
В 1885 году, упрекая Гладстона в непостоянстве, Черчилль доказывал, что тот держался не одной, а десяти различных политик в Ирландии, девяти в Центральной Азии, 18 в Египте, итого 37; каждую из этих политик Черчилль характеризовал особо; за какую же из них голосуют избиратели? — иронически спрашивал он. «Но что стоили народу все эти политики? — продолжал он. — Десять политик в Ирландии обходятся в один лишний миллион фунтов стерлингов ежегодно; 18 египетских политик обошлись в 10,5 млн военных кредитов, плюс гарантия займов хедива, плюс потери на суэцких акциях». Через несколько дней министерство Гладстона осталось в меньшинстве по финансовому вопросу; при провозглашении этого результата Черчилль вскочил на скамью и с криком: ура! подбрасывал к потолку свою шляпу; такие выходки он позволял себе часто.
В недолговечном (июнь 1885 — январь 1886 годов) кабинете Солсбери Черчилль занимал пост министра по делам Индии. После общих выборов 1885 года четвёртая партия более не существовала, и Черчилль выступал на выборах и в парламенте как консерватор. Во втором кабинете Солсбери, в июле 1886 года, он получил пост канцлера казначейства и лидера палаты общин. В качестве канцлера казначейства (министра финансов) он, за краткостью времени, которое оставался в этой должности, не представил палате ни одного своего бюджета, но успел вполне определенно доказать свою склонность к чрезвычайно экономному обращению с государственными деньгами.
Он решительно настаивал на весьма значительном сокращении расходов на армию и флот, утверждая, что оно могло быть произведено без всякого ущерба и даже с пользой для боевой готовности Англии. По его мнению, английский военный бюджет весьма высок вследствие чрезмерно больших жалований и особенно пенсий, большого числа синекур, неэкономного ведения хозяйства и т. д.; несмотря на значительные издержки, артиллерия и вооружение пехоты в Англии гораздо хуже, чем в Германии или во Франции. Солсбери и другие члены кабинета, в особенности военный министр Смит, не соглашались с этим, вследствие чего в декабре 1886 года Черчилль неожиданно подал в отставку, мотивируя её, между прочим, разногласием с товарищами по вопросам иностранной политики, так как он, Черчилль, не сочувствует излишнему вмешательству в европейские распри. Угроза отставки была вполне обычной практикой британского политического шантажа в то время, но, преувеличив свою важность, Черчилль дошёл в угрозе до конца и немедленно сошёл с политической сцены. Этой ошибки в последующем тщательно избегал его знаменитый сын.
Отставка Черчилля вызвала сочувственное письмо о нём Гладстона. Однако, доверия и сочувствия к себе в широких слоях либеральной партии Черчилль не возбудил. Сопоставление его речей за разные годы обнаруживало его крайнюю неустойчивость (при большой склонности обвинять в том других); он являлся то крайним протекционистом, то приверженцем свободы торговли; то он нападал на Гладстона за занятие Египта, то отказывался от его эвакуации; то стоял за широкое избирательное право, то нападал на реформу 1884 года за пренебрежение к исторически сложившимся интересам; то стоял за уступки ирландцам, то вел агитацию против гомруля. Все эти перемены являлись следствием импульсивной, пылкой, порывистой натуры Черчилля и никогда не добавляли ему ни сторонников, ни хотя бы просто пассивных защитников.
В анонимной брошюре, изданной в Лондоне в 1887 году редакцией «Pall Mall Gazette», «Lord Randolph, Radical or Renegade?», сопоставлялись различные мнения Черчилля и делался вывод, что радикалом Черчилля назвать нельзя, ибо у него столько же консервативных заявлений, сколько радикальных, а ренегатом нельзя считать потому, что у него никогда никаких убеждений не было. При всем том даже враги в большинстве случаев не отказывали Черчиллю в искренности, честности и талантливости.
В следующие годы он выступал в палате сравнительно редко, обыкновенно поддерживая правительство Солсбери, а позднее (1892—94) горячо нападая на правительство Гладстона, в особенности за проект гомруля для Ирландии. В 1887—1892 годах Черчилль много путешествовал по Европе (посетил, между прочим, Россию) и по Южной Африке, путевые заметки о которой писал в «Daily Graphic». «Speeches» Черчилля изданы в Лондоне в 1889 году.
В 1891 году, после смерти парижского посла Литтона, Солсбери хотел назначить на его место Черчилля, но этому решительно воспротивилось французское правительство. Причиной тому были дружеские отношения Черчилля (в 1887—89 годах) к генералу Буланже, в котором Черчилль, с отличавшим его романтизмом, видел великого человека и которому предсказывал торжество в недалеком будущем. После визита, сделанного ему генералом Буланже в Лондоне, Черчилль пообещал в ближайшую поездку во Францию отдать ему визит в Елисейском Дворце.
Считается, что лорд Рэндольф Черчилль заразился сифилисом от горничной в родовом поместье Бленхеймский дворец вскоре после своей свадьбы в 1874 году. Лорд Рэндольф был известен тем, что не видел ничего предосудительного в домогательствах со стороны аристократических мужчин к женскому персоналу: когда брак друзей лорда и леди Черчилль распался из-за поведения мужа с женщинами-служанками, лорд Рэндольф выразил удивление, спросив: «Какая разница от одной случайной поварихи или горничной?»   
Попытка кругосветного путешествия не помогла лорду Рэндольфу справиться с его ослабляющей болезнью. Он отправился в путь осенью 1894 года в сопровождении своей жены, но его здоровье вскоре ухудшилось настолько, что его спешно вернули из Каира. Он прибыл в Англию незадолго до Рождества и умер в Вестминстере в следующем месяце. Совокупная стоимость его личного имущества была оценена в реестре завещаний в размере 75 971 фунт стерлингов (эквивалент 11 100 000 фунтов стерлингов в 2023 году). Лорд Рэндольф похоронен рядом со своей женой и сыновьями в церкви Святого Мартина в Бладоне, недалеко от Вудстока, Оксфордшир.
Его вдова, леди Рэндольф Черчилль, вышла замуж за Джорджа Корнуоллиса-Уэста в 1900 году, после чего стала известна как миссис Джордж Корнуоллис-Уэст. После расторжения этого брака она вновь вернула свое прежнее имя леди Рэндольф Черчилль через юридическое изменение имени. (Титул лорда Рэндольфа был любезно предоставлен ему как младшему сыну герцога и в английском праве не считается самостоятельным дворянским титулом). Сын лорда Рэндольфа, сэр Уинстон Черчилль, умер 24 января 1965 года в возрасте 90 лет, прожив ровно вдвое дольше своего отца, скончавшегося в тот же день 70 годами ранее.
Похоронен на кладбище церкви Святого Мартина в Блейдоне (графство Оксфордшир).